# Matĕj Jurasék
Matěj Jurásek (Karviná, 30 agosto 2003) è un calciatore ceco, ala del Norwich City, della nazionale ceca e della nazionale Under-21 ceca.

## Carriera

### Nazionale
Nel 2023 è stato convocato dalla nazionale Under-21 ceca per l'Europeo di categoria.
Il 26 marzo 2024 esordisce in nazionale maggiore nell'amichevole vinta 2-1 contro l'Armenia.
Il 7 giugno 2024 realizza la sua prima rete con la massima selezione ceca realizzando una doppietta nell'amichevole vinta 7-1 contro Malta.

## Statistiche

### Presenze e reti nei club
Statistiche aggiornate al 19 giugno 2023.
| Stagione              | Squadra               | Campionato            | Campionato | Campionato | Coppe nazionali | Coppe nazionali | Coppe nazionali | Coppe continentali | Coppe continentali | Coppe continentali | Altre coppe | Altre coppe | Altre coppe | Totale | Totale |
| Stagione              | Squadra               | Comp                  | Pres       | Reti       | Comp            | Pres            | Reti            | Comp               | Pres               | Reti               | Comp        | Pres        | Reti        | Pres   | Reti   |
| --------------------- | --------------------- | --------------------- | ---------- | ---------- | --------------- | --------------- | --------------- | ------------------ | ------------------ | ------------------ | ----------- | ----------- | ----------- | ------ | ------ |
| 2020-feb. 2021        | Slavia Praga          | 1L                    | 2          | 0          | CRC             | 0               | 0               | UCL+UEL            | 0+1                | 0                  | -           | -           | -           | 3      | 0      |
| feb.-giu. 2021        | Graffin Vlašim        | FNL                   | 13         | 1          | CRC             | 1               | 0               | -                  | -                  | -                  | -           | -           | -           | 14     | 1      |
| 2021-gen. 2022        | Karviná               | 1L                    | 7          | 0          | CRC             | 3               | 1               | -                  | -                  | -                  | -           | -           | -           | 10     | 1      |
| feb.-giu. 2022        | Graffin Vlašim        | FNL                   | 14+2       | 2          | CRC             | -               | -               | -                  | -                  | -                  | -           | -           | -           | 16     | 2      |
| Totale Graffin Vlašim | Totale Graffin Vlašim | Totale Graffin Vlašim | 27+2       | 3          |                 | 1               | 0               |                    | -                  | -                  |             | -           | -           | 30     | 3      |
| 2022-2023             | Slavia Praga          | 1L                    | 21         | 6          | CRC             | 5               | 1               | UECL               | 5                  | 0                  | -           | -           | -           | 31     | 7      |
| 2023-2024             | Slavia Praga          | 1L                    | 25         | 5          | CRC             | 1               | 1               | UEL                | 7                  | 2                  | -           | -           | -           | 33     | 8      |
| 2024-gen. 2025        | Slavia Praga          | 1L                    | 14         | 1          | CRC             | 1               | 0               | UCL+UEL            | 3+6                | 0+1                | -           | -           | -           | 24     | 2      |
| Totale Slavia Praga   | Totale Slavia Praga   | Totale Slavia Praga   | 62         | 12         |                 | 7               | 2               |                    | 22                 | 3                  |             | -           | -           | 91     | 17     |
| gen.-giu. 2025        | Norwich City          | FLC                   | 0          | 0          | FACup+CdL       | 0+0             | 0+0             | -                  | -                  | -                  | -           | -           | -           | 0      | 0      |
| Totale carriera       | Totale carriera       | Totale carriera       | 98         | 15         |                 | 11              | 3               |                    | 22                 | 3                  |             | -           | -           | 131    | 21     |

### Cronologia presenze e reti in nazionale
| Cronologia completa delle presenze e delle reti in nazionale ― Rep. Ceca | Cronologia completa delle presenze e delle reti in nazionale ― Rep. Ceca | Cronologia completa delle presenze e delle reti in nazionale ― Rep. Ceca | Cronologia completa delle presenze e delle reti in nazionale ― Rep. Ceca | Cronologia completa delle presenze e delle reti in nazionale ― Rep. Ceca | Cronologia completa delle presenze e delle reti in nazionale ― Rep. Ceca | Cronologia completa delle presenze e delle reti in nazionale ― Rep. Ceca | Cronologia completa delle presenze e delle reti in nazionale ― Rep. Ceca |
| Data                                                                     | Città                                                                    | In casa                                                                  | Risultato                                                                | Ospiti                                                                   | Competizione                                                             | Reti                                                                     | Note                                                                     |
| ------------------------------------------------------------------------ | ------------------------------------------------------------------------ | ------------------------------------------------------------------------ | ------------------------------------------------------------------------ | ------------------------------------------------------------------------ | ------------------------------------------------------------------------ | ------------------------------------------------------------------------ | ------------------------------------------------------------------------ |
| 26-3-2024                                                                | Praga                                                                    | Rep. Ceca                                                                | 2 – 1                                                                    | Armenia                                                                  | Amichevole                                                               | -                                                                        | 64’                                                                      |
| 7-6-2024                                                                 | Grödig                                                                   | Rep. Ceca                                                                | 7 – 1                                                                    | Malta                                                                    | Amichevole                                                               | 1                                                                        | 63’                                                                      |
| 22-6-2024                                                                | Amburgo                                                                  | Georgia                                                                  | 1 – 1                                                                    | Rep. Ceca                                                                | Euro 2024 - 1º turno                                                     | -                                                                        | 55’                                                                      |
| 26-6-2024                                                                | Amburgo                                                                  | Rep. Ceca                                                                | 1 – 2                                                                    | Turchia                                                                  | Euro 2024 - 1º turno                                                     | -                                                                        | 81’                                                                      |
| Totale                                                                   |                                                                          | Presenze                                                                 | 4                                                                        |                                                                          | Reti                                                                     | 1                                                                        |                                                                          |

## Palmarès

### Club

#### Competizioni nazionali
- Coppa della Repubblica Ceca: 1

Slavia Praga: 2022-2023